# 查郎阿
查郎阿（穆麟德轉寫：jalangga，17世纪1690年前？—1747年），又查朗阿，字松庄、敬诚，滿洲镶白旗人，乌拉那拉氏，籍吉林乌拉地方。清朝官员，官至清朝吏部尚書，文華殿大學士，袭一等轻车都尉。

## 生平
高祖父常柱为乌拉部贝勒。康熙二十六年，袭其祖父云骑尉（载《钦定八旗通志：镶白旗满洲世职》卷287）。父色思特在征伐噶尔丹过程中在乌兰布通阵亡。查郎阿承袭一等轻车都尉，袭镶白旗满洲第二㕘领第九世管佐领，后升参领。雍正元年（1723），授吏部郎中。雍正年间，任吏部侍郎、左都御史。雍正三年（1725年），任鑲黃旗滿洲都統。雍正五年（1727年），偕副都统迈禄率军进藏，平阿尔布巴之乱。六年（1728年）四月癸卯，接替福敏，擔任清朝吏部尚書，后由性桂接任。七年（1729年），回西安署理川陕总督兼西安将军，协同岳钟琪办理军务，封太子太保。八年，入甘肃，总理西路军。九年，代理陕西总督（见陕甘总督）。十年（1732年），取代岳钟琪署理宁远大将军（署宁远大将军敕谕现藏中国国家博物馆），驻军哈密，与准噶尔持军。十一年（1733），因擒古吉尔有功，雍正帝特赐他五言律诗一首。十三年（1735），授文华殿大学士兼兵部尚书，出任川陕总督。乾隆三年（1738年）回京，加封太子太保兼议政大臣。六年（1741），命赴吉林、黑龙江从事清查开垦荒山荒地之钦差。乾隆帝赐诗《賜大學士查郎阿》。十二年（1747年）因病休致，九月去世。
在川陕总督任上，督修《四川通志》、《甘肃通志》、《陕西通志》。署理宁远大将军时，镶红旗汉军、国子监祭酒郭朝祚（号硕斋，其父刑部尚书郭世隆）雍正十一年（1733）为绘《征西图》即《雍正平准图》(沈德潜、李锴、陳景元 (清朝)、宗室塞尔赫等题跋，现藏旅顺博物馆），进士诗人沈德潜作诗《题查敬诚相国西征图》（载沈德潜《归愚诗钞》）。

## 外部参考
[在维基数据编辑]
 《清史稿·卷297》，出自趙爾巽《清史稿》

- 《清史稿》卷297
- 《清史稿》卷一百七十八至一百九十六·部院大臣年表
- 钱实甫编，《清代职官年表》一冊·部院大臣年表

| 官衔        | 官衔                                                                               | 官衔        |
| ----------- | ---------------------------------------------------------------------------------- | ----------- |
| 前任： 福敏 | 清朝吏部滿尚書 雍正六年四月癸卯 - 雍正十三年七月辛酉 1728年5月31日 - 1735年9月10日 | 繼任： 性桂 |